# Ronald Rivero
Ronald Tylor Rivero Kuhn (ur. 29 stycznia 1980 w Santa Cruz) – boliwijski piłkarz występujący najczęściej na pozycji środkowego obrońcy, obecnie zawodnik Bloomingu.

## Kariera klubowa
Rivero rozpoczął profesjonalną grę w piłkę nożną w wieku 26 lat w zespole Universitario de Sucre, debiutując w Liga de Fútbol Profesional Boliviano w sezonie 2006. Wówczas także wziął udział w pierwszym międzynarodowym turnieju w karierze – Copa Sudamericana, gdzie jednak odpadł z Universitario już w 1/16 finału. W rozgrywkach Apertura 2008 wywalczył premierowe i historyczne dla swojego klubu mistrzostwo Boliwii, będąc podstawowym graczem ekipy. W 2009 roku po raz pierwszy wystąpił w Copa Libertadores, lecz nie zdołał wyjść ze swoją drużyną z fazy grupowej.
Wiosną 2010 Rivero został zawodnikiem najbardziej utytułowanego zespołu w kraju – Club Bolívar, z którym w najbliższych rozgrywkach Clausura osiągnął wicemistrzostwo kraju, natomiast już pół roku później, w sezonie Adecuación 2011, zdobył tytuł mistrza Boliwii. Bez żadnych sukcesów wziął udział w dwóch edycjach Copa Libertadores, natomiast latem 2011 został wypożyczony na pół roku do chińskiego Shenzhen Ruby. W Chinese Super League zadebiutował 31 lipca tego samego roku w wygranym 2:0 spotkaniu z Shanghai Shenhua i od razu wywalczył sobie miejsce w pierwszym składzie, jednak na koniec rozgrywek zajął z Ruby ostatnie miejsce w tabeli, spadając do drugiej ligi.
Wiosną 2012 Rivero powrócił do ojczyzny, podpisując umowę z Club Blooming.
| Sezon     | Klub                   | Kraj    | Rozgrywki | Mecze | Bramki |
| --------- | ---------------------- | ------- | --------- | ----- | ------ |
| 2006      | Universitario de Sucre | Boliwia | LFPB      | 40    | 3      |
| 2007      | Universitario de Sucre | Boliwia | LFPB      | 33    | 0      |
| 2008      | Universitario de Sucre | Boliwia | LFPB      | 29    | 3      |
| 2009      | Universitario de Sucre | Boliwia | LFPB      | 30    | 0      |
| 2010      | Club Bolívar           | Boliwia | LFPB      | 33    | 1      |
| 2011      | Club Bolívar           | Boliwia | LFPB      | 19    | 0      |
| 2011      | Shenzhen Ruby          | Chiny   | CSL       | 14    | 0      |
| 2011/2012 | Club Blooming          | Boliwia | LFPB      |       |        |

## Kariera reprezentacyjna
W seniorskiej reprezentacji Boliwii Rivero zadebiutował jeszcze jako zawodnik Universitario de Sucre, w 2008 roku za kadencji selekcjonera Erwina Sáncheza. Rozegrał dwanaście spotkań wchodzących w skład eliminacji do Mistrzostw Świata 2010, na które ostatecznie Boliwijczycy się nie zakwalifikowali. W 2011 roku został powołany przez szkoleniowca Gustavo Quinterosa na rozgrywany w Argentynie turniej Copa América, gdzie wystąpił w dwóch meczach, natomiast jego kadra nie zdołała wyjść z grupy.